# ChibiOS/RT

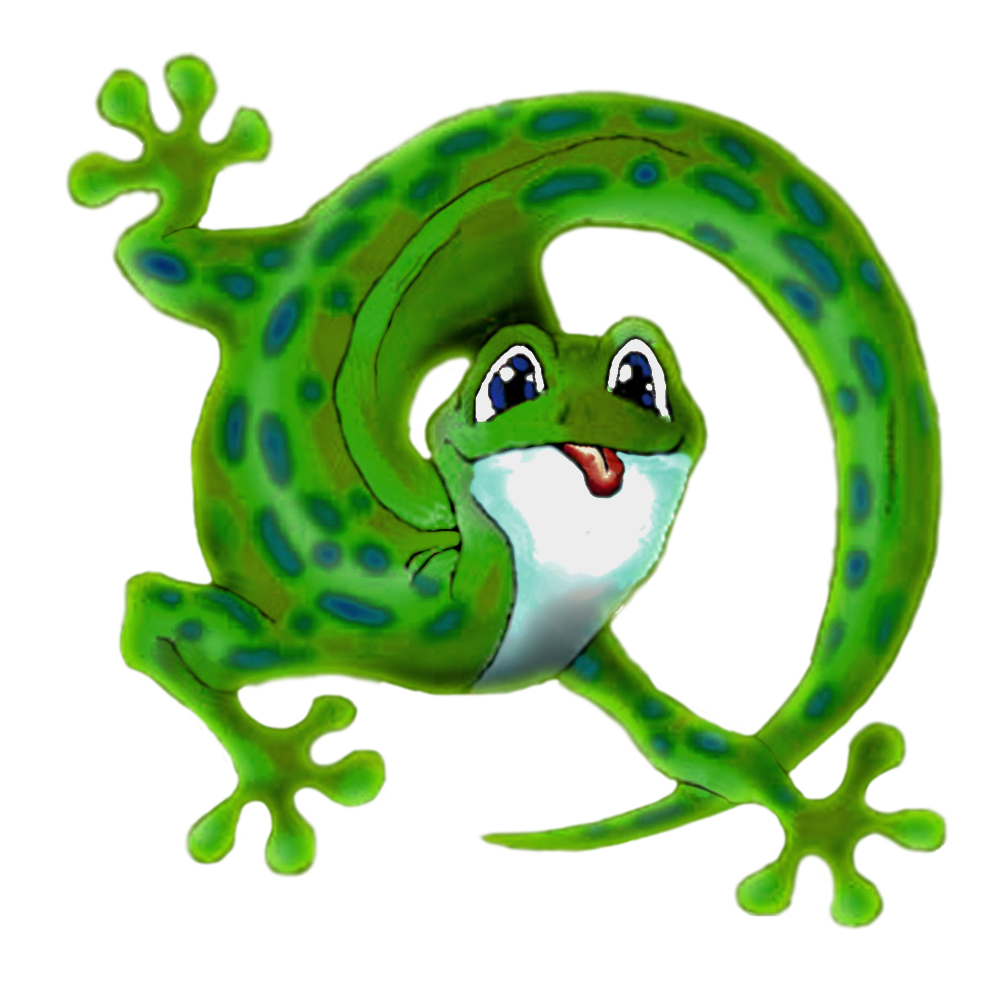
로고

ChibiOS/RT는 여러 아키텍처를 지원하고 GNU 일반 공중 사용 허가서 버전 3(GPL3)과 아파치 라이선스 2.0(모듈에 따라 다름)의 혼합으로 출시된 작고 빠른 실시간 운영 체제이다. 조반니 디 시리오(Giovanni Di Sirio)가 개발했다.
상용 라이선스는 ChibiOS에서 구할 수 있다. 추가 제품에는 ChibiOS/RT와 호환되는 하드웨어 추상화 계층인 ChibiOS/HAL, Eclipse 기반의 무료 통합 개발 환경인 ChibiStudio, GNU 컴파일러 컬렉션 및 OpenOCD JTAG(Joint Test Action Group) 디버깅 포드가 포함된다.

## 측정 항목
ChibiOS/RT는 8비트, 16비트, 32비트 마이크로컨트롤러의 임베디드 애플리케이션용으로 설계되었다. 규모와 실행 효율성이 주요 프로젝트 목표이다. 참고로 커널 크기는 STM32 Cortex-M3 프로세서에서 활성화된 모든 하위 시스템을 사용하여 최소 1.2KiB에서 최대 5.5KiB까지 다양하다. 커널은 초당 220,000개 이상의 생성/종료 스레드를 달성할 수 있으며 STM32 @ 72MHz에서 1.2마이크로초 내에 컨텍스트 전환을 수행할 수 있다. 지원되는 모든 플랫폼에 대한 유사한 측정항목이 소스 코드 배포에 테스트 보고서로 포함된다.